# Hmong (etnia)
Os hmongs (pronúncia AFI: [m̥ɔ̃ŋ]) são um grupo étnico asiático e formam um dos 56 grupos étnicos oficialmente reconhecidos pela República Popular da China. Originário das regiões montanhosas do sul da China (especialmente da região do Guizhou), do norte do Vietnã e do Laos. São considerados, na China, um dos grupos Miao (chinês: 苗, miáo), termo que significa "arroz cru" e designa várias populações nômades pouco integradas no país. Os hmong chamam-se comumente a si próprios "povo da montanha". Falam a língua hmong, um idioma da família hmong-mien.
A maioria da população hmong do Laos está situada na área montanhosa do norte do país, estendendo-se por uma faixa de leste a oeste. As províncias habitadas pelos Hmong Chao Fa incluem Houaphanh, Xieng Khouang e Sayaboury e a cidade de Luang Prebang ao longo do rio Mekong. O território tem uma área total de aproximadamente 48 769 km² e é habitado por cerca de 320 000 pessoas. A altitude da região pode superar 2800 metros. As áreas norte e leste são também abrangidas por densas florestas. O termo Miao e suas variantes, usados no passado na literatura para referir os Hmong por influência chinesa, é hoje considerado ofensivo fora da China.
Após a Guerra do Vietnã muitos migraram para as Américas e um desses grupos na Guiana chegou a se estabelecer no antigo território de Jonestown, onde ocorreu o maior suicídio coletivo da história na década de 70.

## Representações na cultura
- O filme americano Gran Torino, de Clint Eastwood, retrata os problemas de adaptação da comunidade hmong nos Estados Unidos.

- No episódio 5 da segunda temporada de Grey's Anatomy, Meredith e Derek retratam a cultura hmong quando um de seus pacientes precisa de uma cirurgia para a retirada de um tumor, mas a paciente se nega devido a sua cultura e a tradição relacionada à presença de espíritos malignos. Assim, Meredith e Derek procuram por xamã para que o tratamento da paciente possa prosseguir.

- O 18oepisódio da oitava temporada de House, M.D. (Body and Soul) também retrata a cultura hmong e uma tradição relacionada à presença de espíritos malignos e doenças.[9]

- Lexus "Lexi" Vang a líder do VCHA girl group de kpop global da JYP Entertainment criado no Reality Show A2K (América 2 Korea) é de origem Hmong, sendo ela a primeira idol Hmong da história do kpop.